# Observatorio de la Elgin National Watch Company
El Observatorio de la Compañía Nacional de Relojes de Elgin (en inglés, Elgin National Watch Company Observatory) es un edificio histórico situado en Elgin, en el estado de Illinois. Fue construido en 1910 para dar servicio a la Elgin National Watch Company, localizada dos manzanas al oeste. El observatorio de dos pisos proporcionaba datos sobre el tiempo con una precisión científica de una décima de segundo, factor clave para diseñar relojes más exactos. El observatorio era una parte importante del legado de la compañía, e incluso cambiaron su lema para reflejar esta circunstancia. Pero en 1950, la compañía relojera de Elgin ya no estaba en condiciones de competir con las empresas más punteras del sector. El observatorio fue donado a un distrito escolar local y pasó a conocerse como el Planetario/Observatorio del Distrito Escolar U-46. El edificio se agregó a la Registro Nacional de Lugares Históricos en 1994.

## Historia
La localidad de Elgin se fundó en 1834. En 1850, el Ferrocarril Galena y Chicago Union se conectó con la ciudad, impulsando la economía de la zona. Catorce años después, dos empleados de la Waltham Watch Company decidieron construir su propia fábrica de relojes junto con el relojero John C. Adams de Chicago. La National Watch Company se constituyó el 18 de agosto de 1864 con un capital de 100.000 dólares. El antiguo alcalde de Chicago, Benjamin Wright Raymond, sugirió Elgin como la ubicación para la fábrica. El primer modelo de reloj de la firma, que recibió el nombre de Raymond, llegó por primera vez a los minoristas el 1 de abril de 1867. Los relojes eran un negocio floreciente, ya que la era industrial estadounidense exigía una medición del tiempo eficiente. Los relojes tuvieron un éxito instantáneo y se convirtieron en sinónimo de su ciudad natal, por lo que la empresa cambió su nombre a Elgin National Watch Company en 1874. En 1907, la empresa vendió más de 600.000 relojes (casi un tercio de la cuota de mercado) y empleaba a 3.200 personas.
Antes de la creación de las zonas horarias, las ciudades tenían diferencias sustanciales en los estándares de tiempo: solo en Wisconsin, se utilizaban más de treinta y ocho horas locales diferentes en un momento dado. En 1908, durante el mandaro de Theodore Roosevelt, finalmente se acordó que el Instituto Nacional de Estándares y Tecnología fomentara la medición precisa del tiempo en todo el país. En 1910, la Elgin National Watch Company decidió responder a este requerimiento construyendo su propio observatorio, para que la medición del tiempo en sus relojes fuera científicamente precisa. El Dr. William W. Payne, del Observatorio Goodsell, fue nombrado el primer director del centro. El tiempo sidéreo se determinó en el Reloj Riefler No. 220 midiendo la posición de las estrellas en el cielo nocturno basándose en la posición del telescopio (que solo podía moverse de norte a sur en una línea meridiana). Once hilos verticales estaban situados dentro del ocular del telescopio. Un astrónomo presionaba un botón cada vez que una estrella parecía cruzar uno de los hilos, lo que enviaba un impulso al reloj. Esto se comparaba con el tiempo solar observado en el Reloj Riefler No. 224 y los resultados eran publicados en las Efemérides americanas y almanaque náutico. El resultado fue un reloj que era preciso hasta la centésima de segundo. En la fábrica, el sistema marcaba con señales sonoras los segundos para que los trabajadores pudieran ajustar los relojes con precisión. Tras la inauguración del observatorio, la Elgin National Watch Company adoptó el lema: "Elgin toma la hora de las estrellas y la pone en tu bolsillo". El gobierno de Illinois también equipó el observatorio con termómetros, un termohigrógrafo, barómetros, barógrafo, pluviómetro y una veleta. El objetivo era proporcionar datos meteorológicos a Springfield, pero también se publicaban en los periódicos locales. La empresa tenía en cuenta la humedad atmosférica, ya que podía afectar a algunos procesos de fabricación especialmente delicados.
La Gran Depresión afectó duramente a la Elgin National Watch Company. Después de la Segunda Guerra Mundial, los fabricantes suizos comenzaron a dominar la industria de los relojes de bolsillo. El golpe final llegó en 1950, cuando la United States Time Corporation introdujo un reloj de pulsera barato que se podía desechar y recomprar por menos del coste de la reparación. La Elgin National Watch Company cesó la producción de relojes a finales de los años 1950. El observatorio fue donado al Distrito Escolar U-46 en 1960, que le añadió un planetario en 1963. Este fue el primer planetario de distrito escolar en el estado de Illinois. Donald Tuttle (1920-2010) fue el primer director del planetario, cargo que desempeñó desde 1963 hasta 1985. El segundo director del Planetario/Observatorio (entre 1985 y 2009) fue Gary L. Kutina. El observatorio fue añadido al Registro Nacional de Lugares Históricos por Gary L. Kutina, Director del Observatorio, el 16 de agosto de 1994.

## Arquitectura
El observatorio de la Elgin National Watch Company está en la esquina noreste de las calles Watch y Raymond, a dos manzanas al este de donde una vez estuvo la fábrica. Fue construido sobre una base de grava, que podía absorber las vibraciones de la superficie. Se cavaron pilares de hormigón de 60 pies (18,3 m) de profundidad en esta capa para asegurar el telescopio y los relojes Riefler. El edificio de dos pisos se puede dividir en tres segmentos: la entrada, el observatorio y la oficina. El segmento de la entrada conecta los otros dos segmentos. Las paredes están hechas de yeso y listones de madera y el vestíbulo cuenta con un baño. El segundo piso sobre la entrada es la sala del cronógrafo, con uno de los dos relojes Riefler sobre un pilar. Un tablero de conmutación en esta habitación dirigía las señales del observatorio a las oficinas en Chicago. La pared sur tiene una ventana de guillotina doble. También al sur hay un telescopio Warner & Swasey, que se usaba para registrar las observaciones de las estrellas. En la sala del cronógrafo se encontraban los dos relojes esclavos, que también eran de la marca Riefler. Uno era el n° 237 y el otro el n° 240. Ambos relojes ya no se encuentran en el edificio.
Una puerta de acero conduce a la entrada del sector del observatorio, donde hay una escalera a la segunda planta y un pequeño aseo. Un conjunto de puertas de estilo esclusa de aire conduce a una habitación con temperatura controlada con dos de los cuatro relojes Riefler en uno de los pilares. En la bóveda del reloj había 58 bombillas colocadas en el piso. Las bombillas se encendían y apagaban de acuerdo con los requerimientos de temperatura. La bóveda debía mantenerse a una temperatura constante de 81 grados Fahrenheit (27,2 °C). Estas bombillas, junto con un conducto de ventilación, podían mantener una temperatura con una precisión de medio grado. Los dos relojes Riefler que se encontraban en la bóveda eran el n° 220 y el n° 224. Sobre la habitación hay un instrumento de tránsito celestial Warner & Swasey, en su propio pilar. El sector del observatorio es un octógono abovedado de hormigón de dos pisos, cubierto con chapa metálica. Una abertura de 3 pies (0,9 m) permite realizar observaciones con el telescopio. Puede cerrarse con unas contraventanas de acero mediante un sistema de cadenas. Cada contraventana de acero pesa media tonelada. Se llegó a publicar que los engranajes utilizados para abrir las puertas eran tan eficaces que un niño de seis años podría accionarlos.
El sector de la oficina está al oeste. El primer piso es un cuadrado de 15 por 15 pies (4,6 por 4,6 m), con dos ventanas de guillotina en las paredes sur y oeste. En la habitación quedan estantes y armarios de cuando estaba en uso. El suelo es de madera dura cubierto con una alfombra y las paredes son de listones de madera y yeso. El segundo piso del sector de la oficina era el dormitorio, donde los astrónomos podían descansar. Originalmente tenía un lavabo y una cama, con dos ventanas de guillotina también en los lados sur y oeste. En 1926, esta habitación se convirtió en una sala de radio para transmitir señales de onda corta. Un antiguo transmisor Collins (de 1947) todavía se conserva en la habitación. Una escalera en el noreste de esta sala conduce al techo de hojalata, ahora cubierto con pintura de aluminio. Una barandilla de metal decorativa rodea el exterior del techo del sector de las oficinas. El planetario, construido en 1963, mide 39 por 27 pies (11,9 por 8,2 m) y se encuentra en la parte trasera del edificio. Cuenta con una cúpula de aluminio perforado y un proyector de estrellas Spitz A-3-P. En el anexo pueden sentarse hasta 65 personas.